# Zöld levéltetű

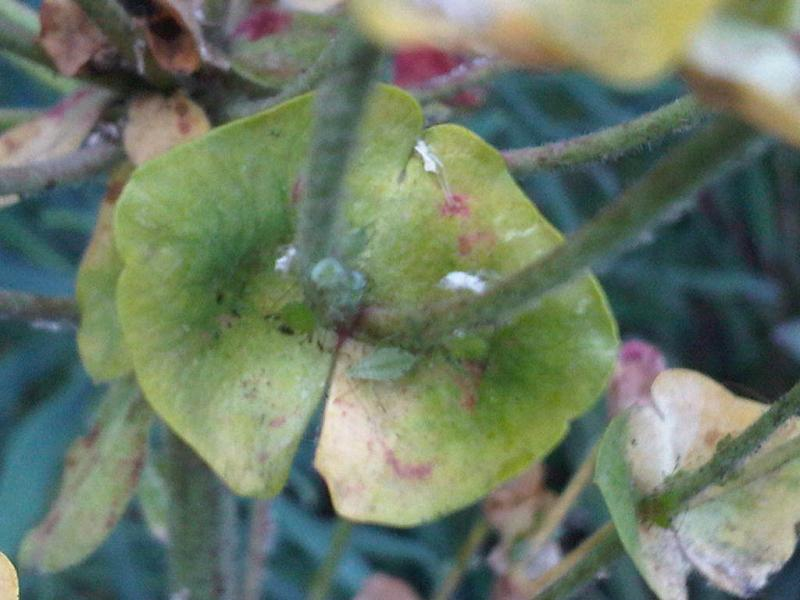
Zöld levéltetű egy levelen

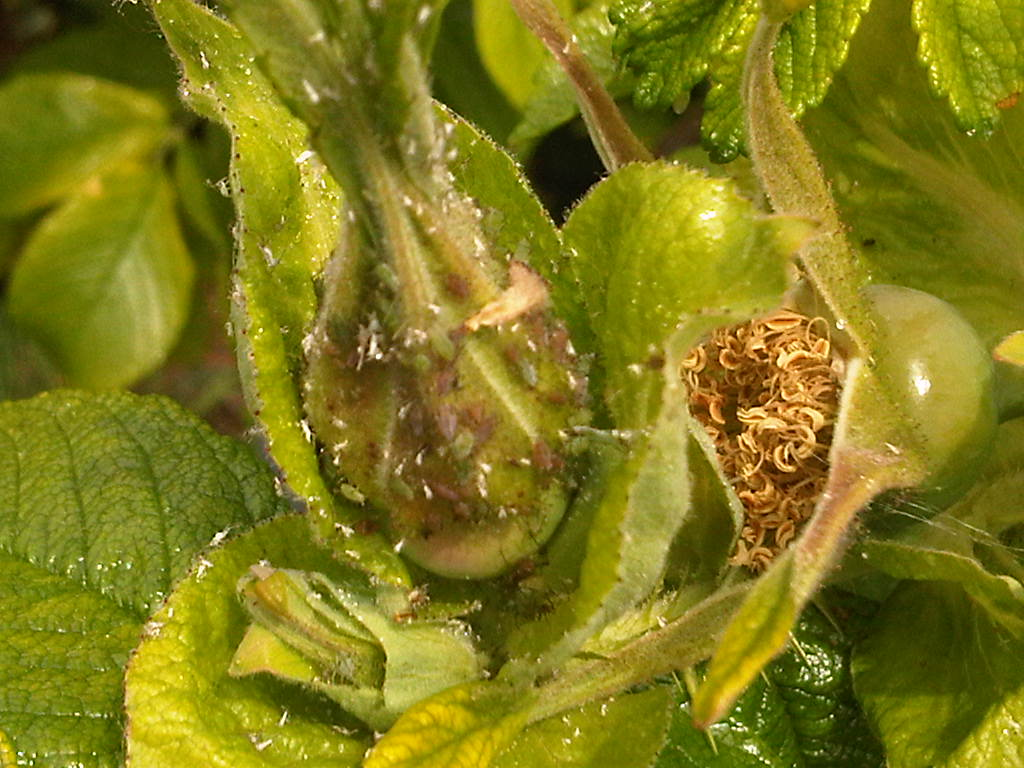
Zöld levéltetűvel fertőzött japán rózsa

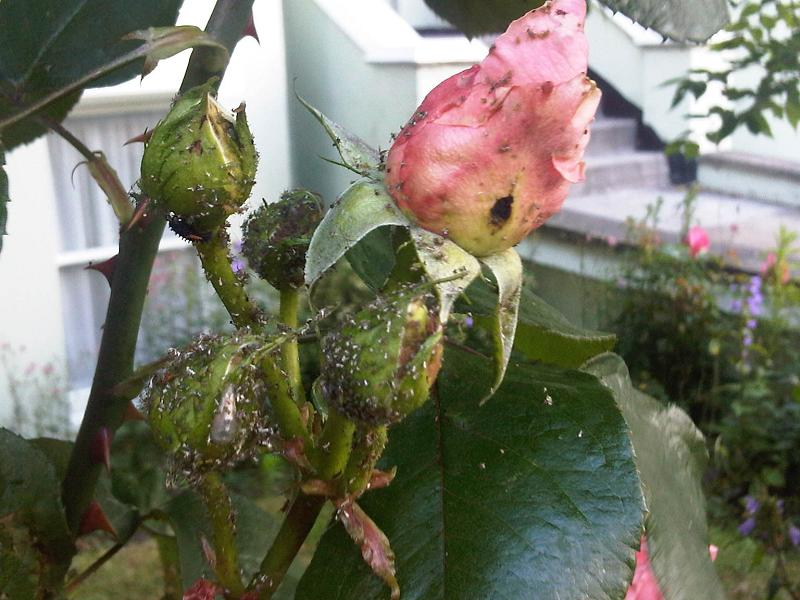
Zöld levéltetvekkel fertőzőtt japán rózsa (Rosa rugosa)

A zöld levéltetű vagy zöld rózsa-levéltetű (Macrosiphum rosae) a rovarok (Insecta) osztályának a félfedelesszárnyúak (Hemiptera) rendjébe, ezen belül a valódi levéltetűfélék (Aphididae) családjába tartozó faj.

## Előfordulása
A zöld levéltetű Európában honos. A rózsatermesztők nagy bánatára igen gyakori, és komoly károkat okozhat. Az intenzív vegyszeres védekezéssel szemben is ellenálló. A méreganyagok bevetése után hamarosan már feltűnnek az új jövevények.

## Megjelenése
A zöld levéltetű 3,5–4 milliméter nagyságú szipókás rovar. Színezete általában zöld, bőre majdnem átlátszó. A színeltérések bizonyos mértékig a zöld levéltetű testnedvének színétől függnek. A kifejlődött zöld rózsa-levéltetűk lehetnek szárnyasak vagy szárnyatlanok. Szárnyuk üvegszerűen áttetsző, segítségével nagy távolságokra eljuthatnak, de nem mindig van szükség aktív repülésre, főleg ha a szél sodorja őket. Csápjai testével majdnem egyforma hosszúak, és hátrafelé nyúlnak el a test fölött.

## Életmódja
A zöld rózsa-levéltetű sövények, erdőszélek és kertek lakója. Mindenekelőtt a rózsán él, amelynek fiatal hajtásait és rügyeit szívogatja. Emellett a kárdin és az ördögszemen is előfordul.

## Szaporodása
A faj terjesztését a szárnyas alakok végzik. Párosodása után a nőstény legtöbbször ősszel rakja le petéit, amelyek áttelelnek. A lárvák kora tavasszal kelnek ki, és kifejlődésükhöz 10 napra van szükségük. Eközben négyszer vedlenek. A nőstények párzás nélkül is szaporodnak szűznemzéssel tavasszal és nyáron. A nyári családalapító anyák (nem megtermékenyített nőstények) egy napon legfeljebb 20 utódot tudnak a világra hozni.